# All Apologies
"All Apologies" é uma canção da banda grunge estadunidense Nirvana, composta por Kurt Cobain. Foi lançada em dezembro de 1993 como o segundo single do terceiro álbum de estúdio da banda, In Utero, juntamente com a canção "Rape Me", ambas como lado-A. 
"All Apologies" foi o terceiro sucesso da banda a atingir a posição de número um nas paradas da Modern Rock, nos EUA e alcançou o 32º lugar nas paradas da UK Singles. A canção teve, ainda, duas indicações no Grammy Awards de 1995.

## Histórico
"All Apologies" começou a ser esboçada em 1990. Numa entrevista de 2005 para a revista Harp, o baterista Dave Grohl explicou que a canção era "algo que Kurt gravara num gravador de 4 canais, no nosso apartamento em Olímpia. Eu me lembro de ouvi-la e pensar 'Deus, esse cara tem um senso de melodia tão bonito, nem acredito que ele grita o tempo inteiro."
A canção foi gravada em estúdio por Craig Montgomery nos Music Source Studios, em Seattle, Washington (EUA), no dia 1º de janeiro de 1991. Esta versão tem um aspecto mais folk do que as versões posteriores. Krist Novoselic o acompanhou com uma segunda guitarra, em vez de baixo, com acordes em sétima no refrão. A percussão de Dave Grohl foi realçada por um tamborim. 
A banda tocou-a ao vivo pela primeira vez no Wolverhampton Civic Hall, em Wolverhampton, West Midlands (Inglaterra), no dia 6 de novembro de 1991.
A canção, que até então tinha o título provisório de "La La La La", foi gravada pelo Nirvana para seu terceiro disco de estúdio, In Utero, no dia 14 de fevereiro de 1993, com o produtor Steve Albini, em Cannon Falls, Minnesota (EUA), e contou com Kera Schaley no violoncelo.
Entretanto, antes do lançamento do álbum, "All Apologies" e "Heart-Shaped Box" foram remixadas por Scott Litt, pois Cobain considerara que os vocais e o baixo soavam "inconsistentes" na mixagem de Albini. Após o lançamento do álbum, Scott Litt ainda remixaria a canção "Pennyroyal Tea", pelos mesmos motivos alegados por Cobain.
Novoselic via "All Apologies" e o primeiro single do álbum, "Heart-Shaped Box", como uma porta de entrada para o som mais abrasivo do resto do álbum, dizendo ao jornalista Jim DeRogatis que, uma vez que os ouvintes tocassem o disco, iriam descobrir "um som feroz e agressivo, um verdadeiro disco alternativo."

## Composição e letra
Cobain dedicou a canção a sua esposa, Courtney Love, e a sua filha, Frances Bean Cobain no palco do Reading Festival, em 1992. O compositor disse ao biografo Michael Azerrad que, embora a letra não fosse sobre sua familia, o sentimento da canção, que Cobain descreveu como "pacífico, feliz e de conforto", foi para elas.

## Lançamento e recepção
"All Apologies" foi lançada juntamente com "Rape Me" como single de lado-A duplo, no dia 6 de dezembro de 1993. Assim como "Heart-Shaped Box", não houve lançamento comercial nos EUA, tendo lançamento apenas promocional.
Na Europa, entretanto, o single foi lançado comercialmente e incluía, como lado-B, a canção inédita "Moist Vagina" (também intitulada "MV").
A única instrução que Cobain deu ao diretor de arte, Robert Fisher, com relação à arte de capa do single, foi que ele queria "algo com cavalos marinhos".
Everett True, da Melody Maker, escolheu a canção como o single da semana para a revista. Em 2011, a revista Rolling Stone classificou a canção no 415º lugar em sua lista das "500 Melhores Canções de Todos os Tempos". 

### Versão acústica
Uma versão acústica foi executada pelo Nirvana em sua apresentação no MTV Unplugged (Acústico MTV), em novembro de 1993. Esta foi usada como videoclipe, já que a banda não fizera nenhum para a versão de estúdio da canção. Nos EUA, o vídeo ficou em sétimo lugar no "Top 100 Video Countdown" da MTV em 1994, e a versão acústica foi lançada com single promocional no início do mesmo. A versão foi finalmente lançada no álbum MTV Unplugged In New York, em novembro de 1994, e, tendo sido a versão mais tocada nas rádios, posteriormente foi incluída na coletânea de sucessos da banda, Nirvana, lançada em 2002.

### Versõesdemo
Uma demo acústica de "All Apologies" foi incluída na caixa especial de raridades da banda, With the Lights Out, lançada em 2004, e na coletânea Sliver: the Best of the Box, lançada em 2005. A versão gravada no dia 1º de janeiro de 1991 no Music Source foi incluída no disco 2 da versão deluxe comemorativa do 20º aniversário do álbum In Utero, lançada em 2013.

## Faixas do compacto

### Lançamento britânico/europeu
Vinil (12")
A1. "All Apologies" (LP Version)
A2. "Rape Me" (LP Version)
B. "MV" (Previously Unreleased)
CD
1. "All Apologies" (LP version)
2. "Rape Me" (LP version)
3. "MV" (Previously unreleased)

## Pessoal
Nirvana
- Kurt Cobain - voz e guitarra
- Krist Novoselic - baixo
- Dave Grohl - bateria

Gravação
- Kera Schaley - violoncelo
- Steve Albini - produtor
- Scott Litt - mixagem adicional